# Gruppledare i Sveriges riksdag
I Sveriges riksdag är gruppledarna ansvariga för mycket av det löpande arbetet inom partierna, men också tillsammans med talmannen för arbetet i riksdagen. Partierna tillsätter sina gruppledare efter att de varit riksdagsval. Partigrupperna har alla sina möten på tisdag eftermiddag. Partigrupperna alla var sin styrelse som förbereder de ärenden som tas upp.
Nedan är listor över gruppledare och vice gruppledare i riksdagen för de olika partierna sedan riksdagsvalet 2022.

## Centerpartiet
| Tid                                | Gruppledare       | Förste vice gruppledare   | Andre vice gruppledare    | Källa |
| ---------------------------------- | ----------------- | ------------------------- | ------------------------- | ----- |
| – 26 september 2022                | Anders W. Jonsson | Ulrika Heie               |                           | [ 2 ] |
| 26 september – 13 november 2023    | Daniel Bäckström  | Ulrika Heie               |                           | [ 3 ] |
| 13 november 2023 – 31 oktober 2024 | Daniel Bäckström  | Ulrika Heie               | Elisabeth Thand Ringqvist | [ 4 ] |
| 31 oktober 2024 -                  | Daniel Bäckström  | Elisabeth Thand Ringqvist | Jonny Cato                | [ 5 ] |

## Kristdemokraterna
| Tid                             | Gruppledare     | Förste vice gruppledare | Andre vice gruppledare | Källa |
| ------------------------------- | --------------- | ----------------------- | ---------------------- | ----- |
| – 26 september 2022             | Andreas Carlson | Camilla Brodin          |                        | [ 6 ] |
| 26 september – 12 december 2022 | Camilla Brodin  |                         |                        | [ 7 ] |
| 12 december 2022 –              | Camilla Brodin  | Hans Eklind             |                        | [ 8 ] |

## Liberalerna
| Tid                | Gruppledare    | Förste vice gruppledare | Andre vice gruppledare | Källa  |
| ------------------ | -------------- | ----------------------- | ---------------------- | ------ |
| – 19 oktober 2022  | Mats Persson   | Lina Nordquist          |                        | [ 9 ]  |
| 19–22 oktober 2022 |                | Lina Nordquist          |                        | [ 10 ] |
| 22 oktober 2022 –  | Lina Nordquist | Louise Eklund           |                        | [ 11 ] |

## Miljöpartiet
| Tid                            | Gruppledare     | Förste vice gruppledare | Andre vice gruppledare | Källa  |
| ------------------------------ | --------------- | ----------------------- | ---------------------- | ------ |
| – 30 mars 2023                 | Rasmus Ling     | Annika Hirvonen         |                        | [ 12 ] |
| 30 mars – 19 november 2023     | Annika Hirvonen | Rasmus Ling             |                        | [ 13 ] |
| 19 november 2023 – 8 juli 2024 | Rasmus Ling     | Annika Hirvonen         | Camilla Hansén         | [ 14 ] |
| 8 juli 2024                    | Annika Hirvonen | Camilla Hansén          |                        | [ 15 ] |

## Moderaterna
| Tid                                  | Gruppledare      | Förste vice gruppledare | Andre vice gruppledare | Källa  |
| ------------------------------------ | ---------------- | ----------------------- | ---------------------- | ------ |
| – 19 oktober 2022                    | Mattias Karlsson |                         |                        | [ 16 ] |
| 19 oktober 2022 – 14 mars 2023       | Mattias Karlsson |                         |                        | [ 17 ] |
| 14 mars – 19 november 2023           | Mattias Karlsson | Jessica Rosencrantz     |                        | [ 18 ] |
| 19 november 2023 – 13 september 2024 | Mattias Karlsson | Jessica Rosencrantz     | Noria Manouchi         | [ 19 ] |
| 13 september – 31 oktober 2024       | Mattias Karlsson | Noria Manouchi          |                        | [ 20 ] |
| 31 oktober 2024 –                    | Mattias Karlsson | Jörgen Berglund         | Noria Manouchi         | [ 21 ] |

## Socialdemokraterna
| Tid                           | Gruppledare      | Förste vice gruppledare | Andre vice gruppledare | Källa  |
| ----------------------------- | ---------------- | ----------------------- | ---------------------- | ------ |
| – 26 september 2022           | Annelie Karlsson | Erik Ezelius            |                        | [ 22 ] |
| 26 – 28 september 2022        | Gunilla Carlsson | Erik Ezelius            |                        | [ 23 ] |
| 28 september – 8 oktober 2022 | Gunilla Carlsson |                         |                        | [ 24 ] |
| 8 oktober 2022 –              | Lena Hallengren  | Johan Löfstrand         |                        | [ 25 ] |

## Sverigedemokraterna
| Tid                             | Gruppledare    | Förste vice gruppledare     | Andre vice gruppledare | Källa  |
| ------------------------------- | -------------- | --------------------------- | ---------------------- | ------ |
| – 31 oktober 2022               | Henrik Vinge   | Mattias Bäckström Johansson |                        | [ 26 ] |
| 31 oktober 2022 – 27 april 2023 | Henrik Vinge   | Linda Lindberg              |                        | [ 27 ] |
| 27 april 2023 –                 | Linda Lindberg | Michael Rubbestad           |                        | [ 28 ] |

## Vänsterpartiet
| Tid                 | Gruppledare              | Förste vice gruppledare | Andre vice gruppledare | Källa  |
| ------------------- | ------------------------ | ----------------------- | ---------------------- | ------ |
| – 26 september 2022 | Maj Karlsson             | Hanna Gunnarsson        |                        | [ 29 ] |
| 26 september 2022 – | Samuel Gonzalez Westling | Vasiliki Tsouplaki      |                        | [ 30 ] |